# Bogdan Murgescu
Bogdan-Costin Murgescu (n. 5 aprilie 1963) este un istoric român, profesor universitar la Facultatea de Istorie a Universității din București și, din 2020 membru al Academia Europaea. Totodată, din 2019 este președinte de onoare al Societății de Științe Istorice din România, după ce în perioada 1999-2011 a ocupat funcția de vice-președinte iar în anii 2011-2019 a îndeplinit două mandate de președinte al acesteia.

## Biografie
Școala primară și gimnaziul le urmează la Liceul nr.21 (actualmente Colegiul Goethe, cu limba de predare germană) din București (1969-1977), iar liceul urmat este cel de filologie-istorie „Ion Creangă” (1977-1981). A urmat Facultatea de Istorie-Filosofie la Universitatea din București, cu licență în 1986, și a obținut titlul de Doctor în științe istorice în anul 1995, în cadrul aceleiași facultăți, cu o teză condusă de prof. dr. Radu Manolescu - „Circulația monetară în Țările Române în secolul al XVI-lea în contextul economic al Europei centrale și sud-estice” (1990-1995).
După terminarea facultății ca șef de promoție, a fost repartizat profesor de istorie la Târgoviște, la Liceul industrial nr.3. În ianuarie 1990 a fost numit asistent suplinitor la Facultatea de Istorie, Universitatea din București. A promovat apoi concursurile pentru funcțiile de asistent titular (1990), lector universitar (1993), conferențiar (1997) și profesor (2000), desfășurând activitate didactică, de cercetare și de coordonare doctorate. În anii 1998-2000 a fost Bursier Roman Herzog al Fundației „Alexander von Humboldt” la Freie Universität Berlin. În 2002 și 2004 a fost profesor invitat la Universitatea din Pittsburgh și la Central European University, din Budapesta.
Cercetările sale au vizat cu precădere istoria economică și socială, istoria învățământului superior și rolul său în acumularea capitalului uman, dar și metodologia cercetării istorice și modul în care cercetarea trecutului a interacționat cu preocupările de ansamblu ale societății. Cronologic, ele au acoperit perioade diverse de timp, din evul mediu și până în epocile cele mai recente. A realizat atât cercetări punctuale, bazate pe analiza critică a izvoarelor istorice, cât și analize sintetice ale unor procese istorice concrete sau ale evoluțiilor istorice din perspectiva duratei lungi.
A fost distins cu Premiul „Nicolae Iorga” al Academiei Române pentru lucrarea Circulația monetară în Țările Române în secolul al XVI‑lea (1996). Volumul România și Europa. Acumularea decalajelor economice (1500‑2010), publicat în anul 2010 la Editura Polirom, în colecția „Historia” a fost și el premiat, cu Premiul „Eugeniu Carada” pentru Economie, în cadrul Galei Premiilor Marii Loji Naționale din România, din 21 iunie 2011, eveniment organizat de Marea Loja Națională și Academia Română. Acest volum a mai obținut Premiul „Historia Magistra Vitae” (2010), acordat de „Jurnalul Național” în cadrul concursului „Cartea de Istorie”, precum și Premiul „CriticAtac”, în același an, pentru cea mai importantă carte care tratează teme sociale, politice și ideologice relevante pentru societatea românească de azi, acordat de CriticAtac.
S-a implicat și în managementul universitar. În anii 2013-2020 a fost director al Consiliului pentru Studii Universitare de Doctorat, coordonând în această calitate cele 22 de școli doctorale ale Universității din București. Din decembrie 2019 este prorector al Universității din București, având ca atribuții bugetarea și resursele umane. 
La nivel național, a fost implicat în elaborarea Cadrului Național al Calificărilor în Învățământul Superior (2007-2009) și apoi a coordonat implementarea acestuia pentru domeniile fundamentale Științe umaniste și Științe Sociale (2009-2011). 
În calitate de vicepreședinte al Consiliului Național pentru Finanțarea Învățământului Superior (2011-2015) a inițiat și coordonat publicarea rapoartelor publice anuale privitoare la finanțarea învățământului superior pentru anii 2012, 2013 și 2014. 
A fost consilier pentru învățământul superior al miniștrilor Adrian Curaj și acad. Mircea Dumitru, în Guvernul Dacian Cioloș.
În decembrie 2016 a fost numit președinte al Consiliului Național de Statistică și Prognoză a Învațământului Superior. În această calitate s-a împotrivit tentativelor de alocare arbitrară a locurilor de la admitere și a pledat ca prioritizările stabilite la nivelul Ministerului Educației să se bazeze pe date și analize referitoare la nevoile viitoare ale societății. După ce ministrul Valentin Popa a înlocuit abuziv Consiliului Național de Statistică și Prognoză a Învațământului Superior în timpul mandatului și a redus numărul de locuri de studii alocate marilor universități, a dat în judecată Ministerul Educației și a fost restabilit în calitate de președinte CNSPIS prin sentința Curții de Apel București, confirmată prin ordinul de ministru nr.3001/03.01.2019. A acționat pentru mărirea transparenței datelor referitoare la sistemul universitar din România și a inițiat o propunere de eficientizare a sistemului de colectare a indicatorilor de monitorizare a învățământului superior prin eliminarea redundanțelor. Mandatul său de președinte CNSPIS a încetat de drept în octombrie 2021.

## Lucrări
- Istorie românească – istorie universală (600‑1800) (1994; ediția a II-a revăzută și adăugită 1999)
- Circulația monetară în Țările Române în secolul al XVI-lea (1996)
- A fi istoric în anul 2000 (2000)
- Istoria României în texte (coord., 2001)
- Revoluția română din decembrie 1989. Istorie și memorie (coord., Polirom, 2007)
- România și Europa. Acumularea decalajelor economice (1500‑2010) (Polirom, 2010) (volum distins cu Premiul „Historia Magistra Vitae”, acordat de Jurnalul National in cadrul concursului „Cartea de Istorie”, Premiul „CriticAtac” si Premiul „Eugeniu Carada” pentru Economie).
- Țările Române între Imperiul Otoman și Europa creștină (Polirom, 2012)
- România Mare votează. Alegerile parlamentare din 1919 „la firul ierbii” (coord., Polirom, 2019)